# Basilica di San Pietro (Riposto)
La basilica di San Pietro è la chiesa madre di Riposto.

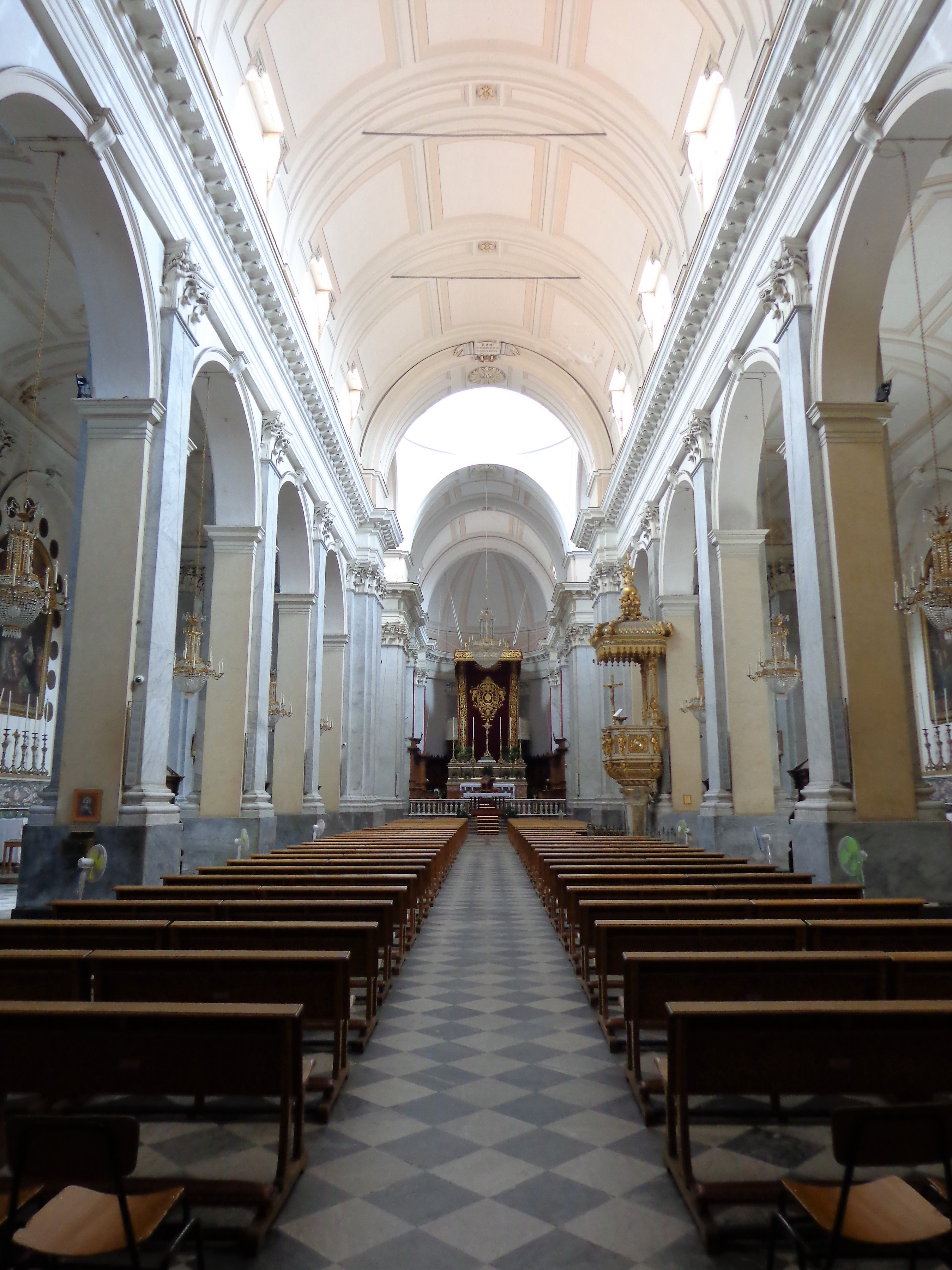
Navata.

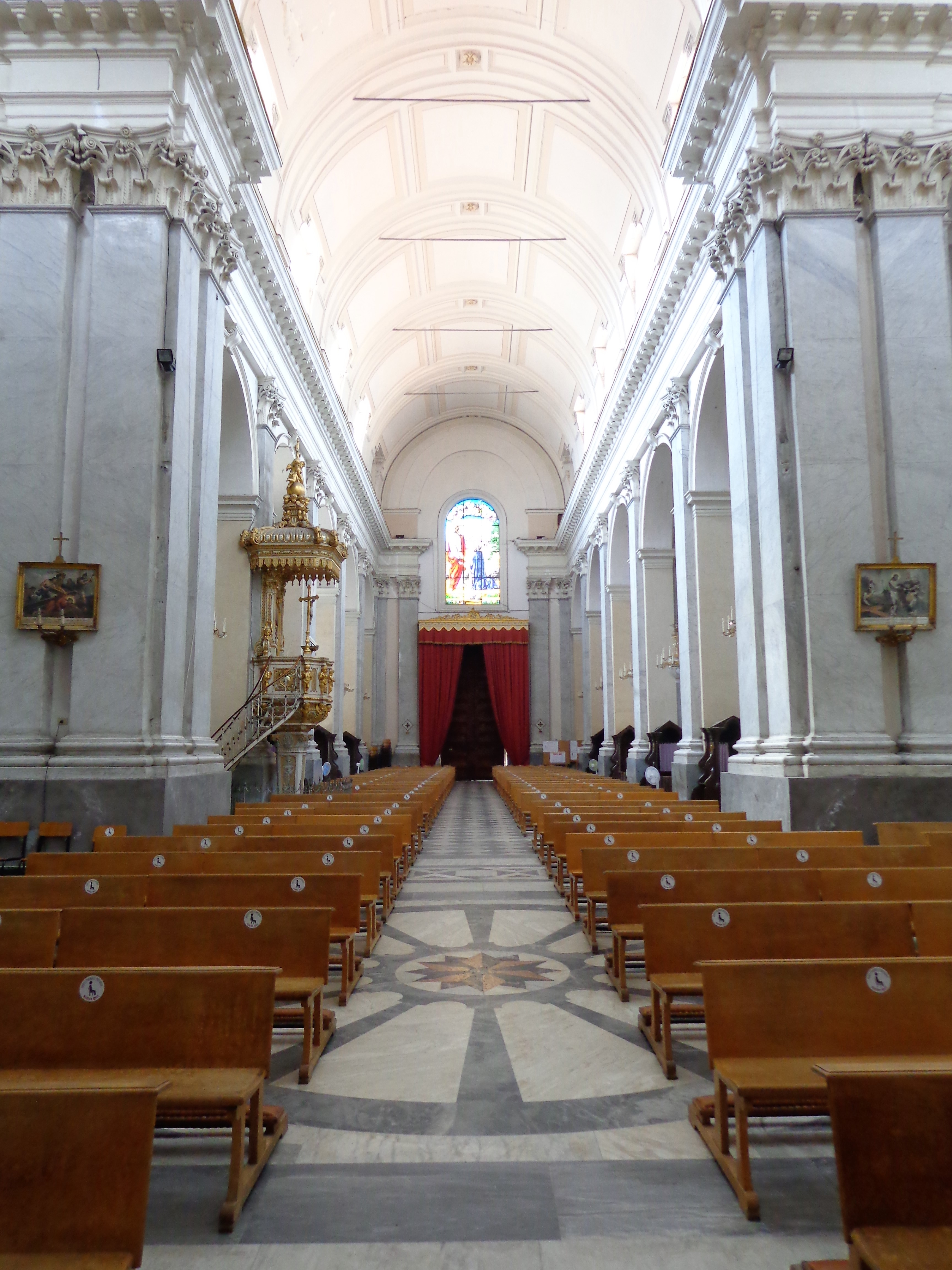
Controfacciata.

## Storia
La Basilica Matrice San Pietro di Riposto fu iniziata il 22 agosto 1808, con Ordinanza del Re Ferdinando III di Sicilia e aperta al culto, completa fino al transetto e senza la cupola e la facciata, la notte di Natale del 1818, dopo essere stata benedetta l'8 dicembre 1818.
Appena Riposto ottenne l'autonomia comunale da Giarre il 17 aprile 1841, la neonata amministrazione deliberò la ripresa dei lavori. Il 15 febbraio 1842 l’Intendente del Vallo di Catania comunicava questo desiderio del Decurionato ripostese al Ministro degli Affari interni del Regno delle Due Sicilie, il quale in data 3 marzo 1842 rispondeva da Napoli autorizzando l’inizio dei lavori che furono affidati alla direzione dell’architetto Luigi Cristaldi, mentre affidarono il progetto della cupola all'architetto catanese Mario Di Stefano, prorettore dell'Università degli Studi di Catania. I lavori ripresero con il completamento del transetto e dell'abside (1851), la costruzione della cupola alta 53 m (1856-1862), e l'ultimazione della facciata in pietra bianca di Comiso (1867-1872), che ricalca con alcune modifiche e in scala ridotta la facciata della Patriarcale Arcibasilica Lateranense disegnata da Alessandro Galilei nel 1732.
Eretta parrocchia il 21 giugno 1869 con sentenza della Magna Curia Arcivescovile di Messina, è stata fino al 19 dicembre 1921 l'unica parrocchia della cittadina.
Il 28 giugno 1913 fu solennemente dedicata dal secondo vescovo di Acireale monsignor Giovanni Battista Arista.
Il 5 giugno del 1967, su richiesta del vescovo di Acireale monsignor Pasquale Bacile, papa Paolo VI la elevò alla dignità di basilica minore pontificia con lettera apostolica "Principi Apostolorum", in occasione del 19º centenario del martirio dell'apostolo Pietro.

## Esterno
Nel progetto originario era prevista la collocazione di nove statue e la costruzione di un campanile. Il 9 aprile 2010 sono state collocate sul frontespizio cinque statue in pietra di Comiso raffiguranti il Cristo Redentore e gli apostoli San Pietro, San Paolo, Sant'Andrea e San Giovanni, mentre il campanile non è stato mai realizzato.
La facciata è evidentemente ispirata a quella della Cattedrale di Roma, la Basilica di San Giovanni in Laterano.

## Interno
La chiesa ha un impianto a croce latina ripartita in tre navate per mezzo di pilastri, in stile neoclassico.

### Navata destra

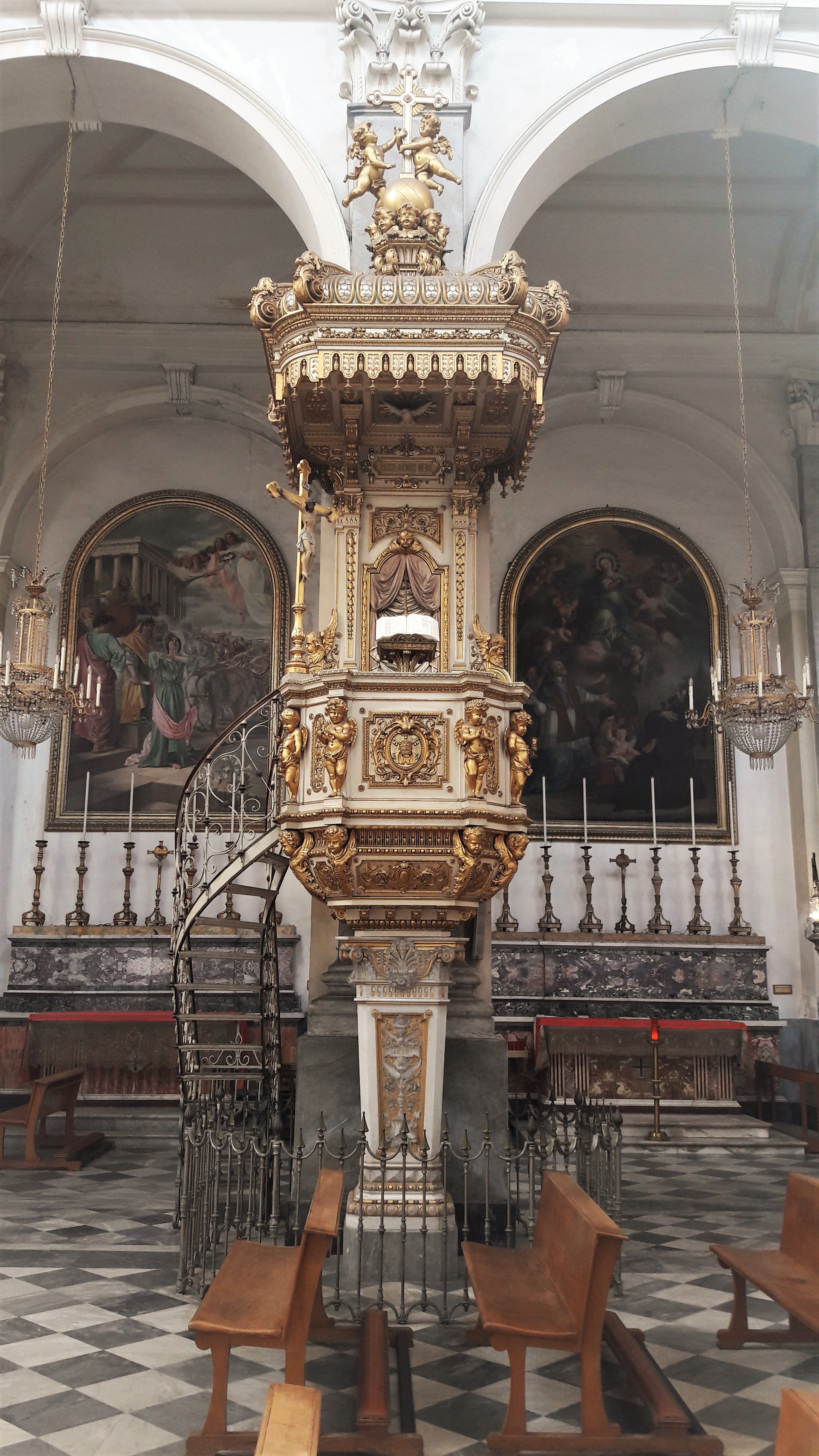
Il Pulpito.

- Prima campata: inferriata a recinzione del battistero e del fonte battesimale. Il battistero, a forma di tempietto, in legno dorato, opera ottocentesca di Salvatore De Matteo, conca collocata su una colonna di marmo. Sulla parete, il dipinto raffigurante il Battesimo di Gesù nel fiume Giordano, opera di Francesco Paolo Finocchiaro eseguita nel 1892, copia ottocentesca dell'omonimo quadro di Carlo Maratta custodito nella basilica di Santa Maria degli Angeli e dei Martiri di Roma.
- Seconda campata: Cappella di San Gregorio. La sopraelevazione dell'altare custodisce il dipinto raffigurante San Gregorio celebra messa, opera del pittore catanese Giuseppe Zacco del 1818, copia dell'omonimo quadro di Giovanni Battista Quagliata.
- Terza campata: varco laterale destro, sull'architrave della porta è custodito il dipinto raffigurante San Leonardo abate del 1917 opera di Paolo Leonardi Vigo.
- Quarta campata: Cappella dell'Immacolata. La sopraelevazione dell'altare custodisce il dipinto raffigurante Immacolata Concezione ritratta tra San Francesco di Sales e San Francesco d'Assisi, opera del 1819 di Giuseppe Zacco.[1]
  - Pulpito ligneo progettato dall'architetto milanese Carlo Sada, realizzato nel 1892. Il pulpito ha la forma di un calice, ed è costituito da un fusto marmoreo quabrilobato, eseguito presso il laboratorio Marinelli di Firenze, che sostiene una coppa ottagonale in legno di pioppo canadese sovrastata da un baldacchino del medesimo legno, opere entrambe dell'ebanista ripostese Rosario Scalia. Incastonato nel pilastro cui è addossato, trova posto anche un elegante portale simbolico al di sopra del quale campeggia la scritta "Pasce agnos meos" ("Pasci i miei agnelli"), la frase detta a Pietro da Gesù sul mare di Tiberiade. Il capocielo del baldacchino presenta cassettoni intagliati e dorati al cui centro spicca la colomba simboleggiante lo Spirito Santo. I sei angeli agli spigoli del parapetto (raffiguranti sei dei sette sacramenti), quelli alla sommità recanti la Croce, e tutte le sculture decorative in legno di albanello, sono opera degli artigiani ripostesi Salvatore Alessi e Santo Piccioni, ad eccezione dei graziosi puttini in legno alla base della coppa opera del ripostese Rosario Caltabiano; la doratura ancora inalterata è opera del ripostese Salvatore Di Matteo, e l'artistica scalinata in ferro battuto che porta alla coppa è opera del ripostese Francesco Speciale e dei fratelli Paradiso di Acireale
- Quinta campata: Cappella di Santa Lucia. La sopraelevazione dell'altare custodisce il dipinto raffigurante il Martirio di Santa Lucia, opera di Vincenzo Pittaco.

### Navata sinistra
- Prima campata: Cappella e altare di Sant'Antonio di Padova, la nicchia centrale ospita la statua del Santo.
- Seconda campata: Cappella di San Giuseppe. Altare caratterizzato da lesene binate, scanalate e indorate. Nella nicchia centrale è ospitata la statua raffigurante San Giuseppe e Gesù fanciullo.
- Terza campata: varco laterale sinistro. Sull'architrave della porta è custodito il dipinto raffigurante San Gaetano da Thiene, opera di Giuseppe Zacco.
- Quarta campata: Cappella della Madonna del Rosario. Sulla sopraelevazione è custodito il dipinto raffigurante la Madonna del Rosario ritratta tra San Domenico di Guzmán e Santa Caterina da Siena, opera di Matteo Desiderato del 1824,[1] attorno alla cornice i 15 quadretti dei misteri del rosario.
- Quinta campata: Ingresso alla Sagrestia. Sulla porta è collocato il dipinto raffigurante la Sacra Famiglia, opera del pittore acese Francesco Mancini Ardizzone.

### Transetto

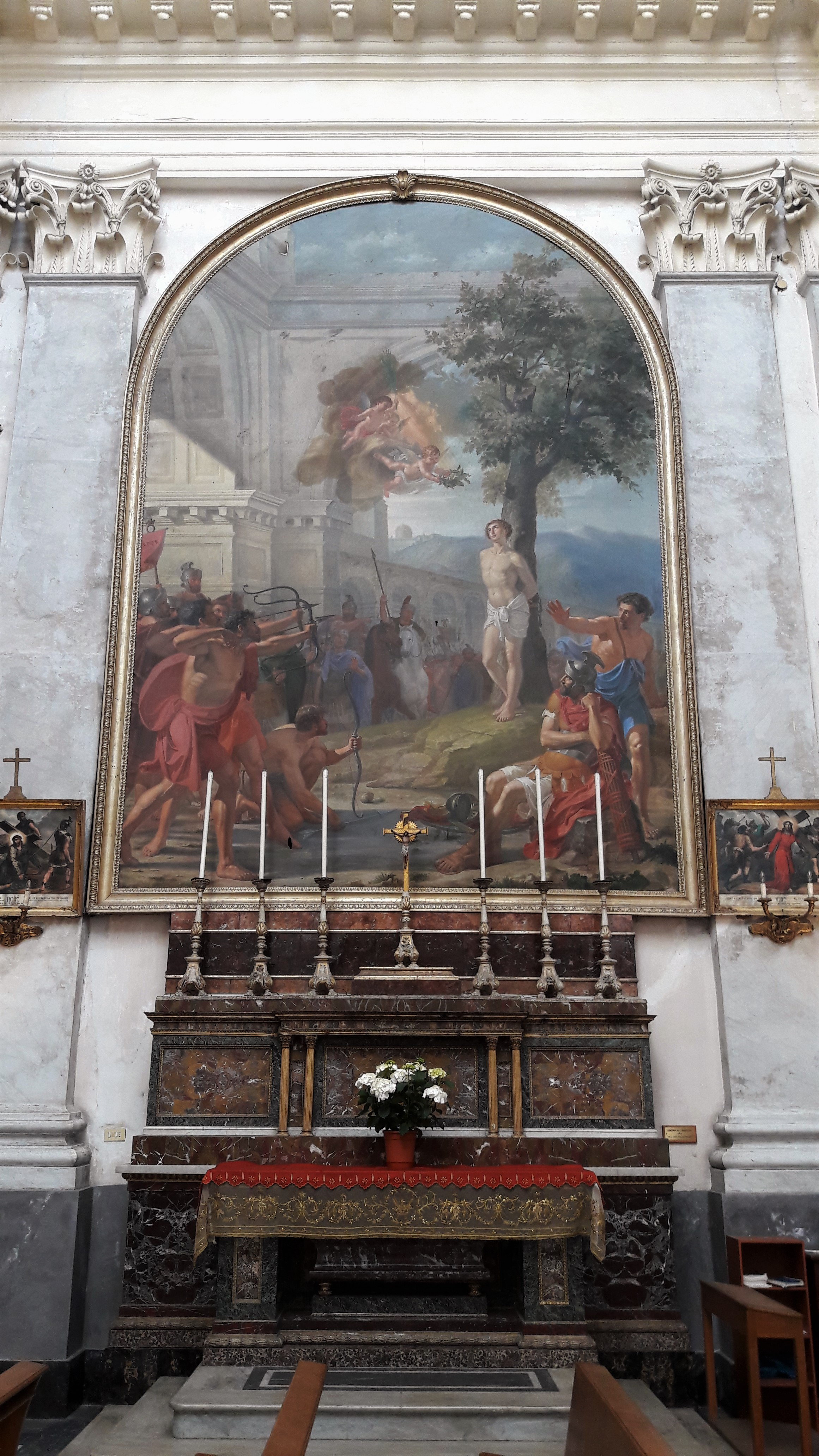
Altare di San Sebastiano.

- Absidiola destra: Cappella di San Pietro. Progettato dall'architetto ripostese Raffaele Leone, l'ambiente ospita - nella nicchia occultata da dipinto - la statua lignea di San Pietro Apostolo, scultura napoletana del 1884. Nel 19º centenario del martirio e per l'elevazione alla dignità di Basilica, la ditta La Diana di Siena realizzò la vetrata commemorativa raffigurante la Guarigione del paralitico alla porta Bella del Tempio di Gerusalemme, a questa seguirà nel 1982, un'altra artistica vetrata con la Consegna delle chiavi, realizzata per il finestrone che sovrasta l'ingresso principale, e donata dall'amministrazione comunale.

Parete destra: nicchia con statua raffigurante Santa Rita da Cascia. 
Braccio transetto destro: Cappella di San Sebastiano. Sulla sopraelevazione dell'altare è custodito il dipinto Martirio di San Sebastiano ovvero la Preparazione del martirio, in considerazione del fatto che nessuna freccia si vede ancora sul corpo del santo martire. Il quadro è opera dell'acese Antonino Bonaccorsi, fu completato nel 1874 e gli anziani narrano che il pittore lo dipinse nella chiesa, prendendo come modelli uomini del luogo e raffigurandoli negli arcieri pronti a scoccare le loro frecce.
- Absidiola sinistra: Cappella del Santissimo Sacramento. Ambiente con balaustra, sulla mensa doppio tempietto colonnato con cupolino.

Parete sinistra: nicchia con statua raffigurante il Sacro Cuore di Gesù. 
Braccio transetto sinistro: Cappella del Santissimo Crocifisso. La cornice delimita un prezioso rivestimento marmoreo ad arco sul quale è incastonato un pregevole Crocifisso. Sulla mensa - ai piedi del Cristo spirante - la statua raffigurante la Madonna Addolorata.

### Altare maggiore
Presbiterio delimitato da balaustra e sopraelevato rispetto all'aula liturgica. Di pregio è l'altare maggiore in marmo con gli scranni in legno di noce di fine Ottocento.

## Organo
L'organo a canne presente fu costruito nel 1877 dalla ditta Jaquot-Jeanpierre di Rambervillers (Vosgi) e restaurato nel 1990 dalla ditta Ruffatti di Padova.